# Le Petit Bras (rivière Valin)
Pour les articles homonymes, voir Le Petit Bras.
Le Petit Bras est un affluent de la rivière Valin, coulant surtout dans la municipalité de Saint-Fulgence et se déverse en fin de cours dans le territoire non organisé de Mont-Valin, dans la municipalité régionale de comté (MRC) Le Fjord-du-Saguenay, dans la région administrative du Saguenay–Lac-Saint-Jean, au Québec, au Canada. Le cours du Le Petit Bras coule dans le canton de Falardeau.
Les activités récréotouristiques constituent la principale activité économique de ce bassin versant ; la foresterie, en second.
Le chemin du Lac-Léon (route forestière panoramique - sens nord-sud) coupe vers son milieu le cours du Le Petit Bras. Des routes secondaires desservent la partie est de l’embouchure du Le Petit Bras,,.
La surface du Petit Bras est habituellement gelée de la fin novembre au début avril, toutefois la circulation sécuritaire sur la glace se fait généralement de la mi-décembre à la fin mars.

## Géographie
Les principaux bassins versants voisins du Petit Bras sont :
- Côté Nord : rivière Valin, lac Martin-Valin, rivière Saint-Louis, bras des Canots ;
- Côté Est : ruisseau Canada, rivière Sainte-Marguerite, ruisseau Barre, rivière Boivin ;
- Côté Sud : rivière Valin, rivière Caribou, rivière Saguenay, rivière aux Outardes, rivière aux Foins, rivière Pelletier ;
- Côté Ouest : rivière Valin, rivière Shipshaw, bras du Nord, lac La Mothe, rivière à l’Ours, rivière Blanche[2].

Le Petit Bras prend sa source à l’embouchure d’un ruisseau de Montagne (altitude : 310 m) dans la municipalité de Saint-Fulgence ; cette confluence constitue aussi la source de la rivière Pelletier, laquelle coule à l’opposé (soit vers l’est), puis vers le sud pour rejoindre la rivière Saguenay. Cette source des deux rivières est située à :
- 0,7 km à l'ouest du lac Central ;
- 7,9 km au nord de la rivière Saguenay ;
- 19,5 km à l'est de l’embouchure du Le Petit Bras ;
- 19,2 km au nord-est de l’embouchure de la rivière Valin ;
- 3,8 km au sud-est de la rivière Sainte-Marguerite.

À partir de sa source, le cours du Le Petit Bras descend sur 23,5 km selon les segments suivants :
- 9,3 km vers l’est, jusqu’à la décharge du lac Balancine (venant du nord) ;
- 5,0 km vers le sud, jusqu’au pont de la route panoramique (sens nord-sud) ;
- 4,1 km vers l’est, jusqu’à la décharge (venant du nord) du lac de la Belle Truite ;
- 5,1 km vers l’est, en formant quelques serpentins, jusqu’à l'embouchure de la rivière[2].

L'embouchure du Le Petit Bras se déverse sur la rive est de la rivière Valin en amont de la Chute à Banc d’œuvre. Cette embouchure est située à :
- 11,8 km au nord de l’embouchure de la rivière Valin (confluence avec la rivière Saguenay) ;
- 17,4 km au nord du centre-ville de Saguenay ;
- 103,5 km à l'ouest de l’embouchure de la rivière Saguenay[2].

À partir de l’embouchure du Le Petit Bras, le courant suit le cours de la rivière Valin qui descend vers le sud, puis le cours de la rivière Saguenay qui coule vers l'est jusqu'à la hauteur de Tadoussac où il conflue avec le fleuve Saint-Laurent.

## Toponymie
Les affluents de la rivière Valin sont désignés bras, sauf la rivière Saint-Louis.
Le toponyme le Petit Bras a été officialisé le 4 juillet 1980 à la Banque des noms de lieux de la Commission de toponymie du Québec.